# Clara Camarão

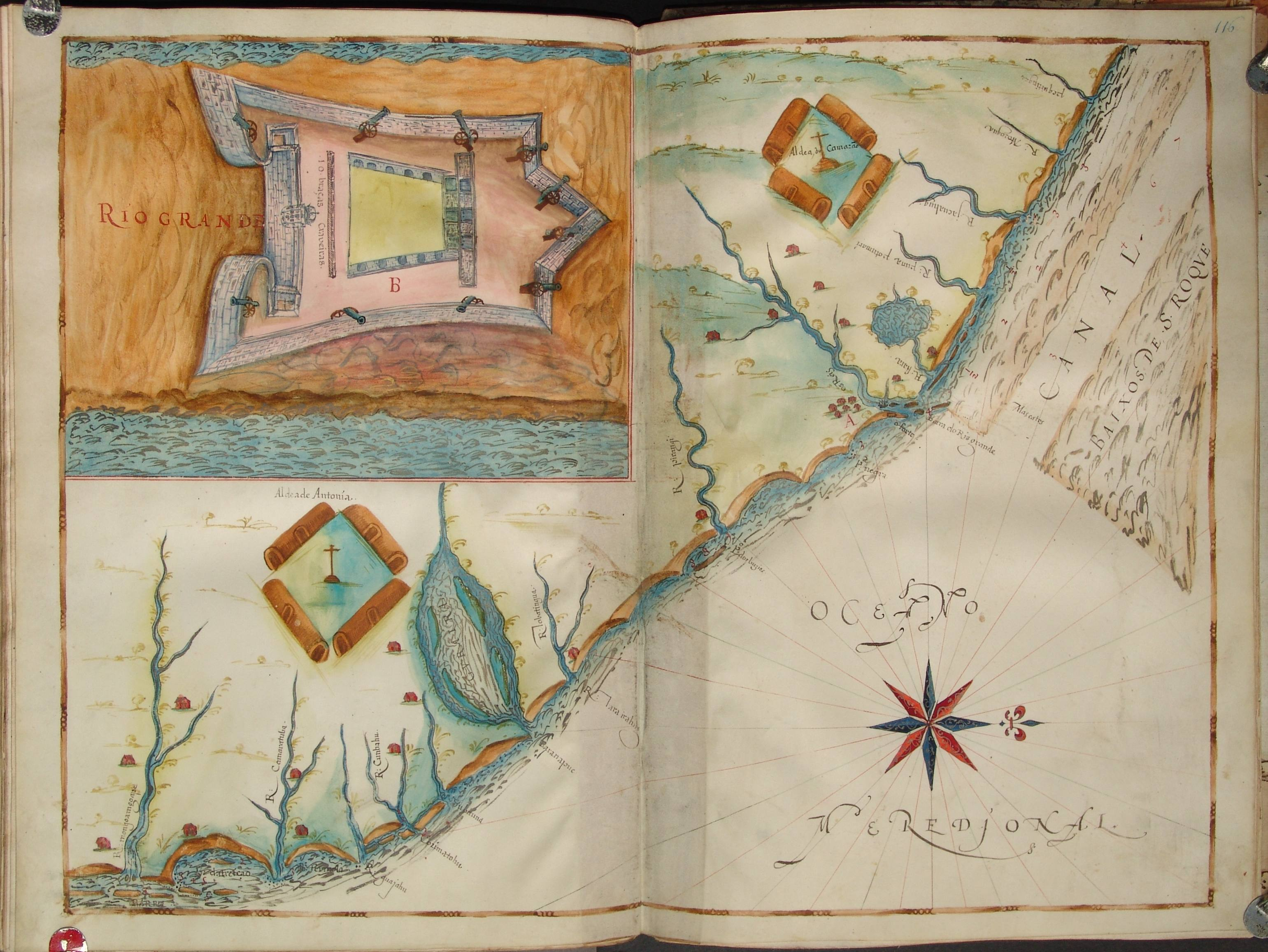
Mapa da atual região de Natal, Estado do Rio Grande do Norte, antiga capitania do "Rio Grande", onde se localizava a "Aldeia Camarão". Mapa de autoria atribuída a João Teixeira Albernaz I.

Clara Filipa Camarão foi uma indígena potiguara, nascida na metade do século XVII, às margens do rio Potengi, na região onde se localiza o bairro de Igapó, em Natal (Rio Grande do Norte). Se destacou em batalhas ocorridas durante as invasões holandesas em Olinda e no Recife.

## Biografia
Maria Clara Filipa Camarão é uma mulher conhecida na história brasileira pela sua participação nas batalhas contra as invasões holandesas no Nordeste. Nascida na Aldeia Velha, localizado em Natal por volta do século XVII. O local e data da sua morte são desconhecidos.
Indígena do povo potiguar, ela se notabilizou como uma das grandes líderes das forças militares indígenas, ao lado do seu marido, Filipe Camarão, um índio Poti no qual origina seu sobrenome.
Devido à escassez de fontes, é difícil saber qual foi a efetiva atuação de Clara Camarão nestas batalhas. Depois de casada a potiguara se envolveu e acompanhou o marido nos combates, tendo papel fundamental e decisivo em determinados conflitos, liderando um grupo de guerreiras indígenas na luta contra os holandeses. Entretanto, ela foi impossibilitada de lutar ao lado de Felipe, devido aos costumes impostos pelos potiguaras. Segundo relatos históricos, participou da escolta de algumas famílias de colonos que fugiam do ataque holandês na cidade de Porto Calvo em 1637.
Pode parecer estranho aos olhos modernos o fato dela ter se tornado a líder de um pelotão feminino. Sabe-se, porém, que entre alguns povos nativos as mulheres estavam presentes nas atividades de guerra. Entretanto, a trajetória de Clara está ligada ao esposo que é um guerreiro, e após casar-se, deixa suas tarefas de cuidadora na comunidade e participa ativamente das batalhas. Está prática foi posteriormente incorporada pelas milícias coloniais. Podemos ver uma representação das mulheres acompanhando as tropas no mapa de Joan Blaeu de 1665.
Ainda que nem todas as mulheres tenham tido um papel de destaque nas batalhas, como foi o caso de Clara Camarão, a atuação feminina foi estratégica e essencial nas guerras travadas pelos povos originários.
Com o falecimento de seu marido, pouco tempo após a batalha dos Guararapes, não há mais registros sobre sua vida.

## Contexto histórico
Os potiguaras estabeleceram contatos com missionários jesuítas desde o início da construção da sociedade colonial na região. Por volta de 1630 já havia perto de 12 aldeamentos na capitania de Pernambuco. Um deles era São Miguel de Mussuí, onde moravam Clara e Filipe Camarão, que era capitão dos potiguaras.

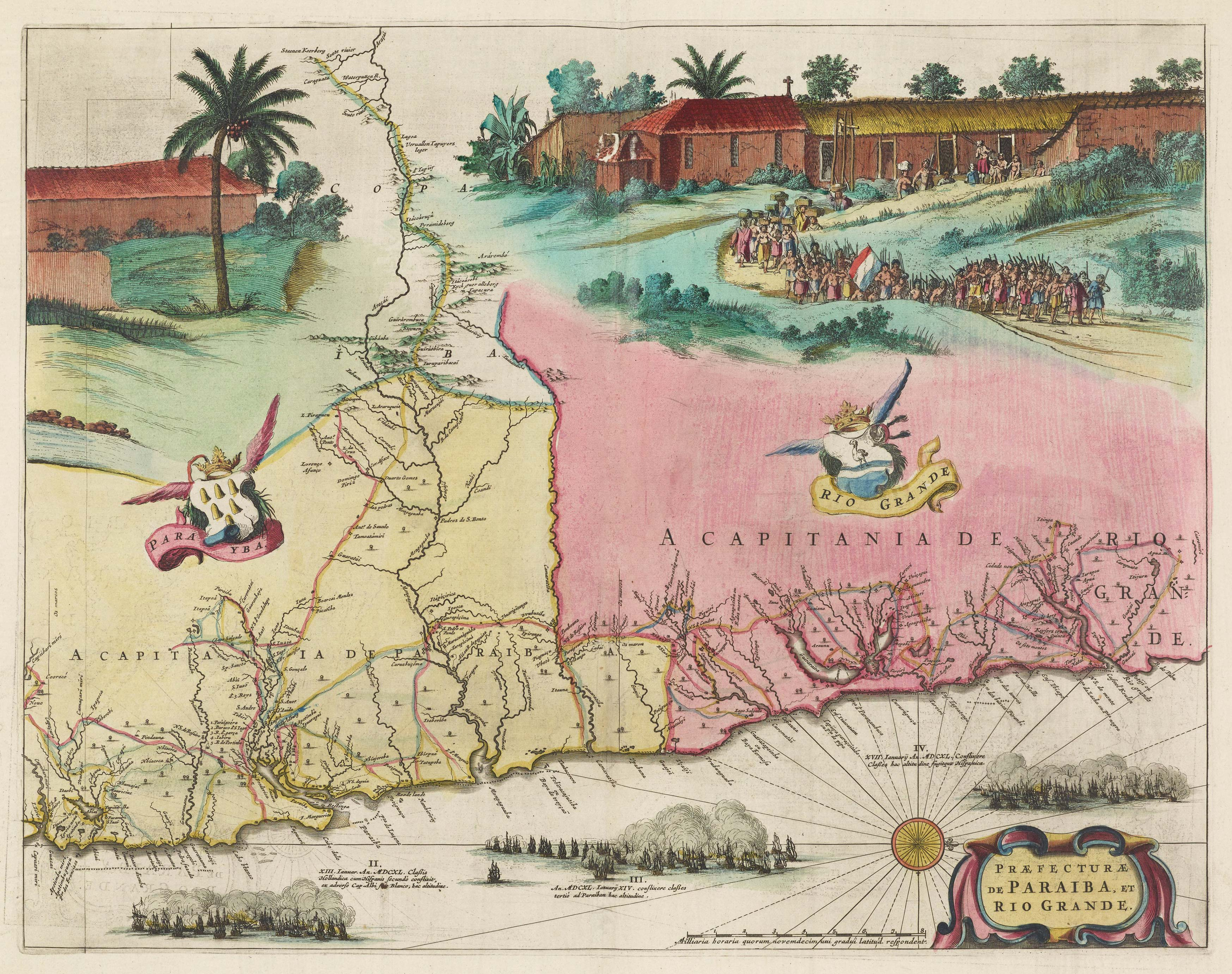
Mapa representando forças militares indígenas aliadas dos holandeses. Note-se a presença de mulheres, ao final da formação, carregando mantimentos e insumos para a guerra. Praefectura De Paraiba, Et Rio Grande, 1665.

O domínio português gerou divisões entre os povos nativos. Alguns grupos viram uma oportunidade de reagir após o fracasso da primeira tentativa de invasão holandesa do nordeste, ocorrida em Salvador, no ano de 1624. A tropa foi abordada por um grupo de potiguares em busca de aliados enquanto esperava pelo resgate na Baía da Traição. Ainda nesse episódio, os indígenas aliados dos holandeses foram massacrados pelas tropas coloniais portuguesas. Entre os poucos que sobreviveram, uma parte embarcou com os holandeses em seu retorno às Províncias Unidas, onde aprenderam a língua e se converteram ao calvinismo. Tornaram-se colaboradores fundamentais tanto para a conquista quanto para a administração do nordeste pelos holandeses.
As invasões holandesas de 1630 desencadearam um antagonismo entre grupos nativos aliados dos holandeses e favoráveis aos portugueses, dos quais fazia parte Clara Camarão. Expressão nítida desse antagonismo foi a participação dos Potiguaras em campos opostos da guerra luso-holandesa.
Pedro Poti e Filipe Camarão, líderes de ambos os grupos e parentes próximos, protagonizaram esse conflito. As cartas trocadas por eles, escritas em Tupi, onde um tenta convencer o outro a se render, são documentos de extrema importância. Segundo Eduardo Navarro, especialista em tupi antigo e tradutor dos escritos para o português, esses são os primeiros e únicos documentos escritos pelos próprios indígenas em tupi até a Independência do Brasil.

No quadro é possível ver o terço dos indígenas comandado pelo marido de Clara Camarão, em uma imagem que reconhece a importância dos povos indígenas e africanos nas forças armadas do Brasil colônia. Ambos grupos estão representados na parte inferior da obra. Note-se que os terços indígenas, localizados no canto inferior direito, estão descalços e vestidos com os trajes típicos dos aldeamentos jesuítas. Ex-voto representando a Batalha de Guararapes, autor desconhecido, 1758. Museu Histórico Nacional

Por volta de 1634, Pedro Poti, que havia fugido junto com os holandeses após o episódio da Baía da traição, voltou ao Brasil acompanhando um grupo neerlandês que havia invadido a capitania da Paraíba, com a missão de promover um levante dos potiguara contra os portugueses. Usou de diversos argumentos para convencer uma parcela da população a lutar a favor dos holandeses. Do outro lado da guerra estavam Filipe e Clara Camarão. Durante a Batalha dos Guararapes, já em 1649, Pedro Poti foi capturado pelo governo de Portugal, violentado e abandonado até a sua morte.

## Memória e legado
Clara Camarão é reconhecida na história brasileira pela sua participação na luta para a expulsão dos holandeses do nordeste colonial, sendo reconhecida notadamente pelo seu domínio com arco e flecha, lança e tacape. Apesar disso, há pouca informação sobre ela, ao contrário do seu marido, Felipe Camarão, cuja vida foi melhor documentada.
Se sabe apenas, segundo o general flamengo Arciszewsk, que em todos os 40 anos de batalha deste, apenas um inimigo abateu a guerreira: a morte de seu esposo pela malária, no qual resultou em seu profundo resguardado e contribuiu para o anonimato da indígena, que se especula ter retornado a sua aldeia onde viveu mais alguns anos.
Junto a outros heróis brasileiros, foi elogiada em versos pelo poeta Natividade Saldanha. A Refinaria Potiguar Clara Camarão, localizada no Rio Grande do Norte, recebeu seu nome em sua homenagem. A artista brasileira Tereza Costa Rêgo representou em uma de suas obras a Batalha de Tejucupapo, na qual retrata um grupo de mulheres liderando a luta contra os holandeses, proposta artística revolucionária visto que, na maioria das vezes, apenas os homens foram retratados como sujeitos ativos nesse conflito.
Clara Camarão também foi homenageada como nome de rua em várias cidades, dentre elas em Duque de Caxias, no Rio de Janeiro; Campinas, em São Paulo; Xanxerê, em Santa Catarina; Natal, Rio Grande do Norte e em Delmiro Gouveia em Alagoas. Seu nome também foi dado a uma escola estadual em Natal no Rio Grande do Norte.
Em 27 de março de 2017, em virtude da Lei Nº 13.422/2017, o nome de Clara Camarão foi inscrito no Livro dos Heróis da Pátria, localizado no Panteão da Pátria e da Liberdade Tancredo Neves, em Brasília.
Foi reconhecida como heroína pela prefeitura de Natal em 2018.
Nas primeiras décadas do século XXI, a figura de Clara Camarão e sua história estão presentes em materiais com temáticas infantis e didáticas. No ano de 2021 a indígena protagonizou um episódio da série infantil Mytikah: o livro dos heróis . no qual são contadas as histórias de personagens brasileiros como por exemplo: Clarice Lispector, Chiquinha Gonzaga e Santos Doumont. A série foi patrocinada pela Agência Nacional de Cinema.
Clara Camarão também é encontrada no site “Plenarinho”, uma pagina voltada para o publico infantil criada pela Câmara dos Deputados. No site existem alguns conteúdos de personagens brasileiros diferenciados, como por exemplo Daiane dos Santos e Irmã Dulce. Na pagina de Clara Camarão ela é intitulada como a primeira heroína indígena brasileira e sua historia é contada de maneira simples e sucinta já que é voltada para o publico infantil.